# Frank Patrick
Frank Patrick (* 21. Dezember 1885 in Ottawa, Ontario; † 29. Juni 1960) war ein kanadischer Eishockeyspieler, - trainer und -funktionär, sowie -schiedsrichter. Sein älterer Bruder Lester war ebenfalls ein professioneller Eishockeyspieler. Aufgrund zahlreicher Regeländerungen, die bis heute angewandt werden, wurde Frank Patrick als The brain of modern hockey bezeichnet.

## Karriere
Frank Patrick begann seine Karriere als Eishockeyspieler bei den Amateurmannschaften der Westmount Academy und McGill Redmen, für die er von 1901 bis 1907 aktiv war – in diesem Zeitraum war er zudem als Schiedsrichter in der Montreal Senior Hockey League tätig und leitete bereits mit 20 Jahren erstmals ein Stanley-Cup-Spiel. Anschließend wechselte er für ein Jahr zu den Montreal Victorias in die Eastern Canada Amateur Hockey Association. Nach einer Spielzeit beim Nelson Hockey Club, gab der Angreifer in der Saison 1909/10 sein Debüt im professionellen Eishockey für den Renfrew Hockey Club aus der National Hockey Association. Anschließend kehrte er für erneut ein Jahr nach Nelson zurück, ehe er sich 1911 zusammen mit seinem Bruder Lester den Vancouver Millionaires anschloss. Mit den finanziellen Mitteln, die sie durch den Verkaufs des familieninternen Holzfällerbetriebes erhalten hatten, bauten die Patrick-Brüder eine 10.000 Zuschauer fassende Eishockey-Arena in Vancouver, welche zum damaligen Zeitpunkt das größte Gebäude Kanadas war. Zudem finanzierten sie den Bau einer 4.200 Zuschauer fassenden Arena im ebenfalls in British Columbia liegenden Victoria.
Mit der Westküste wollten die Patricks einen bis dahin noch unerschlossenen Eishockeymarkt erobern und gründeten die professionelle Pacific Coast Hockey Association, die in der Saison 1911/12 ihren Spielbetrieb aufnahm. In dieser diente Frank Patrick sowohl als Ligapräsident, als auch als Manager der Vancouver Millionaires, für die er parallel selber in der PCHA spielte. Mit der Mannschaft aus British Columbia gewann er 1915 zum ersten und einzigen Mal in seiner Laufbahn den prestigeträchtigen Stanley Cup. Zu dieser Zeit galt Frank Patrick als einer der besten Eishockey-Verteidiger weltweit. In der PCHA führten die Patrick-Brüder, vor allem Frank, zahlreiche Regeländerungen ein, die bis heute unter anderem in der National Hockey League und in anderen Sportligen angewandt werden. So wurden in der PCHA unter anderem erstmals Playoffs eingeführt, die Spieler trugen zur besseren Unterscheidung Trikotnummern, der Penalty Shot wurde eingeführt, sie führten die sogenannten Blue Lines ein und gaben erstmals den Vorlagengebern der Tore ebenfalls Scorerpunkte. Insgesamt bestehen heute noch 22 dieser Änderungen im Regelwerk des modernen Eishockey.
Nach zwei Jahren Pause kehrte der Kanadier 1920 als Trainer zu den Vancouver Millionaires zurück und stand von 1922 bis 1924 noch einmal parallel als Spielertrainer für das mittlerweile in Vancouver Maroons umbenannte Team in der PCHA auf dem Eis. Mit den Maroons nahm er von 1924 bis 1926 an der Western Canada Hockey League teil, nachdem die PCHA aus finanziellen Gründen aufgelöst wurde. Durch den Verkauf von sechs Spielern der Maroons gelang es den Patricks $250,000 einzunehmen und somit die Verluste auszugleichen. Nach mehreren Jahren außerhalb des aktiven Tagesgeschäfts im professionellen Eishockey wurde Frank Patrick 1933 Managing Director der NHL. Anschließend arbeitete er von 1934 bis 1936 als Cheftrainer für die Boston Bruins, mit denen er zwei Mal in der ersten Playoff-Runde scheiterte. Von 1939 bis 1941 war Patrick für die Finanzen der Montréal Canadiens zuständig, musste den Club jedoch aus gesundheitlichen Gründen verlassen. Für seine Verdienste um das Eishockey wurde er 1950 in die Hockey Hall of Fame aufgenommen. Zwei Jahre später starb er im Alter von 74 Jahren an einem Herzinfarkt.

## Erfolge und Auszeichnungen
- 1915 Stanley-Cup-Gewinn mit den Vancouver Millionaires
- 1958 Aufnahme in die Hockey Hall of Fame (als Funktionär)